# Aiyura pyrostrota
Aiyura pyrostrota là một loài bướm đêm trong họ Crambidae.